# Edelpapegaaien
Edelpapegaaien of het geslacht Eclectus zijn vogels van een geslacht uit de familie Psittaculidae (papegaaien van de Oude Wereld). Het zijn opmerkelijke papegaaien omdat het mannetje en het vrouwtje verschillend gekleurd zijn, dit in tegenstelling tot de meeste andere papegaaiensoorten. Het verschil in het verenkleed is zo groot dat het mannetje en vrouwtje lange tijd werden aangezien voor twee verschillende soorten.
Deze standvogels komen voor op de Molukken, op Soemba, in Nieuw-Guinea en Noord-Australië. Vroeger waren dat ondersoorten, sinds 2023 worden ze beschouwd als aparte soorten met subtiele onderlinge verschillen in uiterlijk die vooral waarneembaar zijn bij de vrouwtjes. 

## Soorten
Het geslacht kent de volgende soorten:
- Eclectus cornelia  – Soemba-edelpapegaai
- Eclectus infectus  – Tonga-edelpapegaai
- Eclectus polychloros  – Papoea-edelpapegaai
- Eclectus riedeli  – Tanimbaredelpapegaai
- Eclectus roratus  – Molukse edelpapegaai

## Verzorging als volièrevogel

### Levensduur
De levensduur van de edelpapegaaien in gevangenschap is rond de dertig jaar. Er zijn ook gevallen bekend van edelpapegaaien die boven de veertig jaar oud zijn geworden. Omdat de papegaai pas sinds de jaren tachtig in groten getale in gevangenschap wordt gehouden is er nog niet veel bekend over de exacte levensduur.

### Voeding
De voeding van een edelpapegaai bestaat in het wild uit fruit, onrijpe noten, blad- en bloemkoppen en zaden. In gevangenschap bestaat de voeding voornamelijk uit vruchten waaronder mango’s, vijgen, bananen, guaves, steenvruchten, meloenen, citrusvruchten, druiven, peren, appels, granaatappel en papaja.De spijsvertering bij de edelpapegaai duurt ongebruikelijk lang, wat door vezelrijke voeding wordt vertraagd. De edelpapegaai heeft ook behoefte aan een speciale voeding vergeleken met andere papegaaien. Gevarieerde voeding is belangrijk zodat alle mineralen en vitamines worden opgenomen.